# Beuningen (Overijssel)
Beuningen (uitspraakⓘ) (Nedersaksisch: Böaningn) is een klein dorp in de gemeente Losser in de Nederlandse provincie Overijssel. Anno 2023 telde het dorp 1.000 inwoners. Het is gelegen aan het riviertje de Dinkel, in overwegend agrarisch gebied, ruim een kilometer ten zuiden van Denekamp.
Beuningen staat rond 1100 bekend als Boninge. Vanaf 1148 komen als varianten Boninghen, Boninchen, Boningem en Boninghem voor. -Chen, hem of him betekent huis; de naam betekent dan huis van, of afstammelingen van Bono. Waarschijnlijk is het Baniningi dat rond 900 voorkomt, de oudere vorm van Boninge.
Beuningen hoorde aanvankelijk tot het kerspel Denekamp, in 1817 werd de marke Beuningen onderdeel van de gemeente Losser. In het dorp staat de rooms-katholieke Onze Lieve Vrouwekerk uit 1948. Net buiten het dorp bevinden zich een camping, een voetbalveld en een bos.
Veel dorpsscènes voor het fictieve dorp Dinkelo in de Twentse soapserie Van Jonge Leu en Oale Groond zijn in Beuningen opgenomen. De Rijksmonumenten in de buurt zijn vooral vakwerkboerderijen.

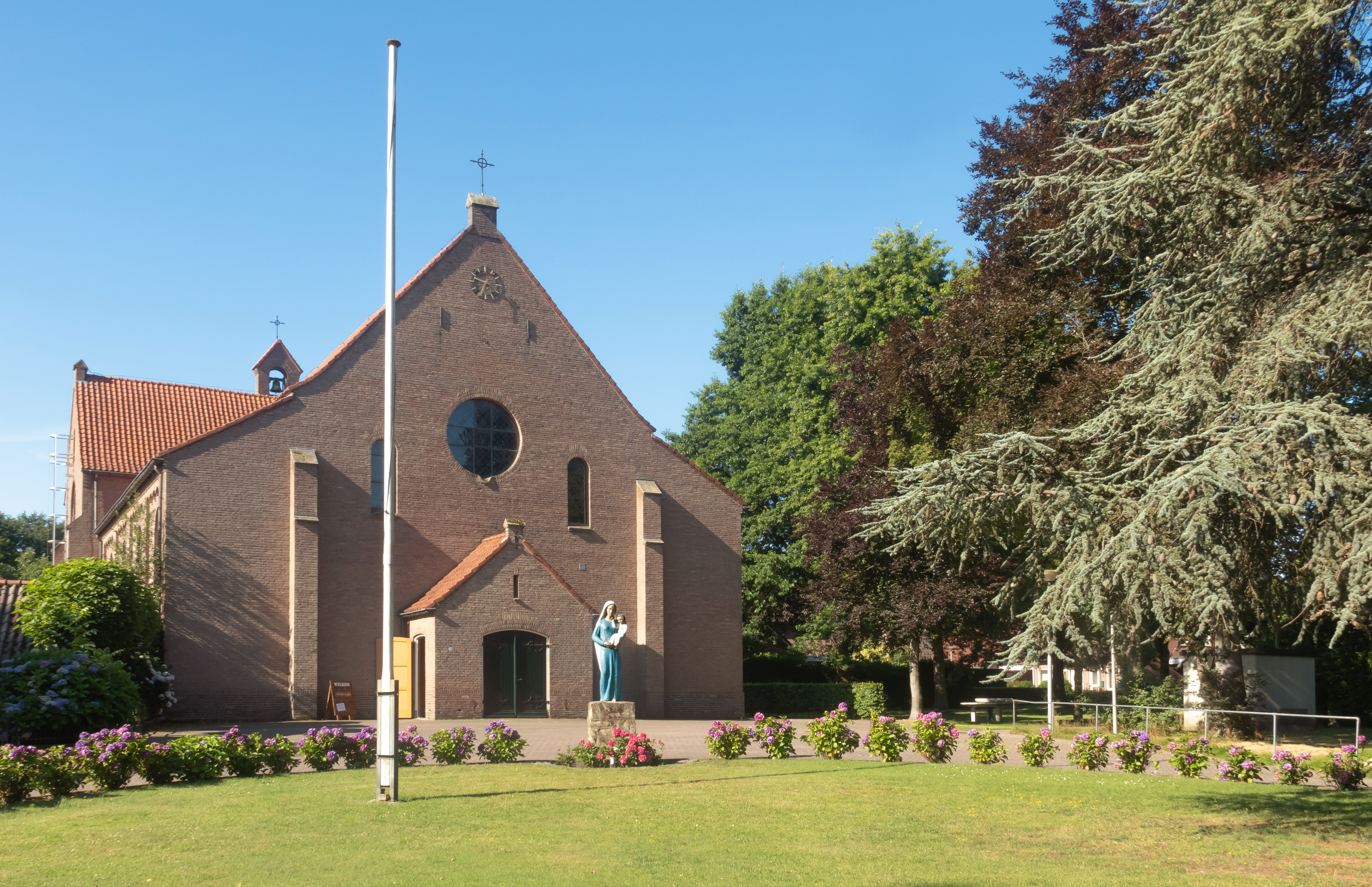
Beuningen, de Onze Lieve Vrouwekerk
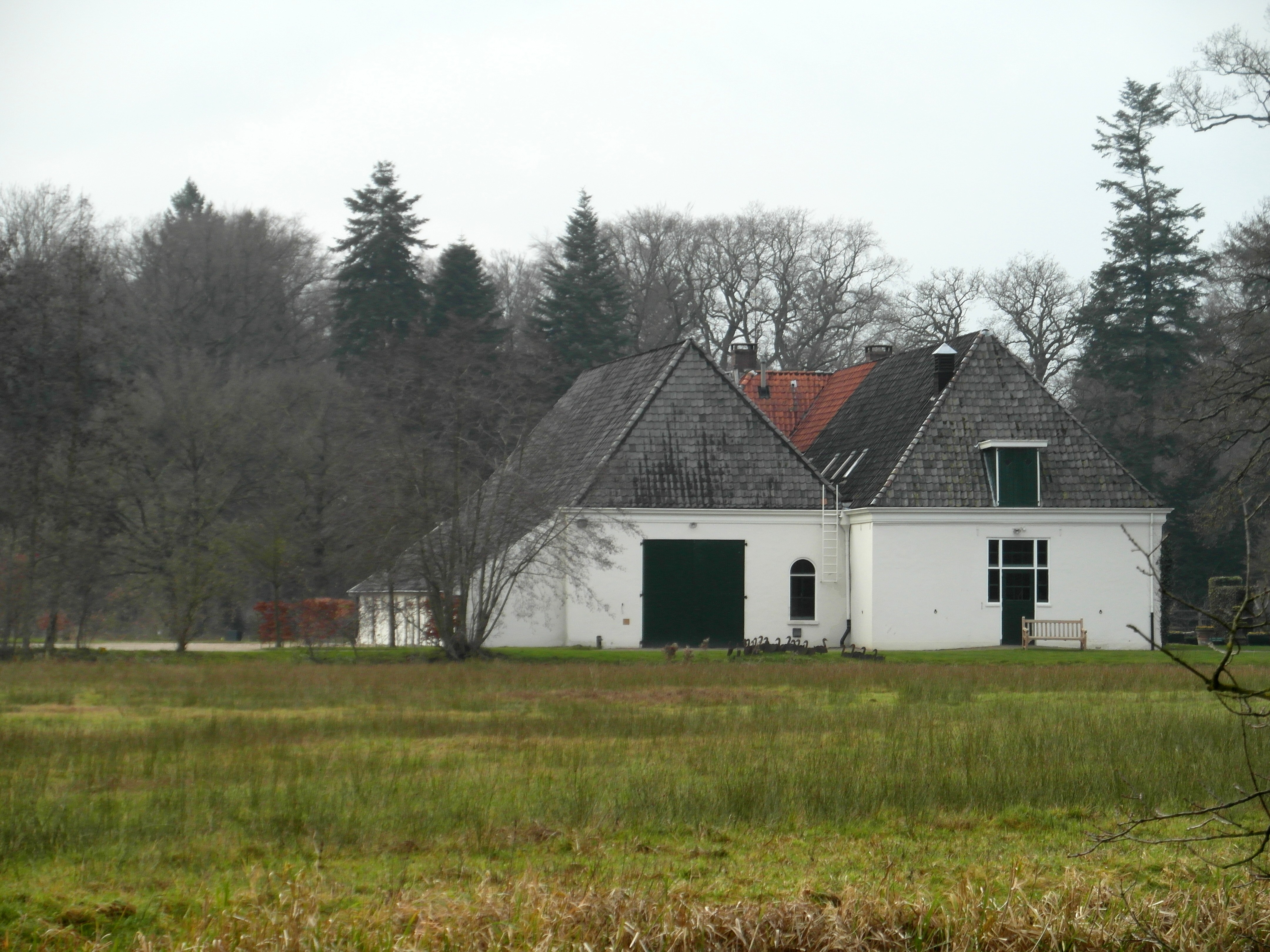
Schuren achter het Singraven
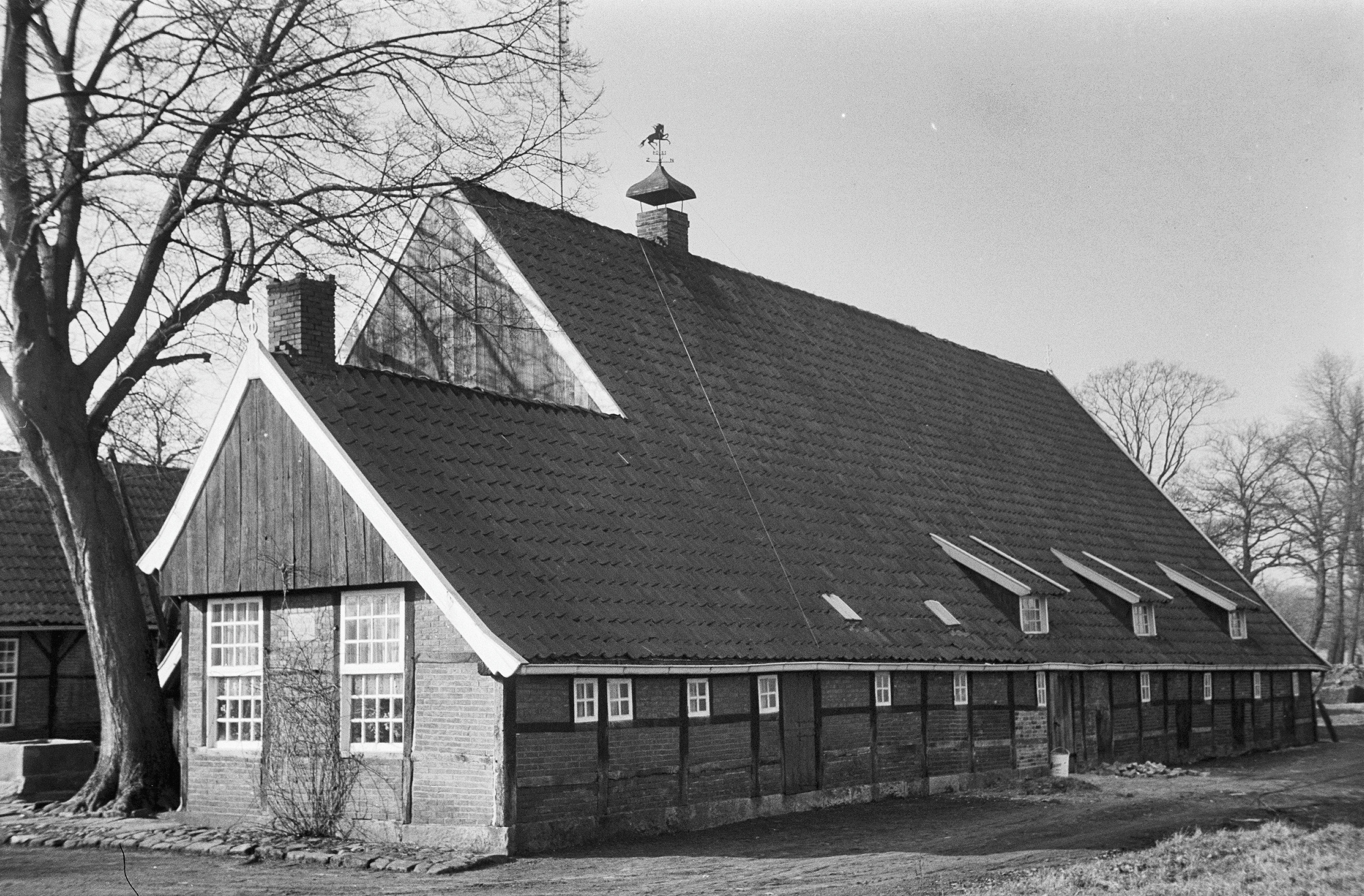
Paandersdijk 10